# ロマーニョ・ウォーター・ドッグ
ロマーニョ・ウォーター・ドッグ（英: Romagno Water Dog）は、イタリアのエミリア＝ロマーニャ州ロマーニャ地方とサンマリノ共和国を原産とする犬。イタリア語での名前はラゴット・ロマニョーロ（伊: Lagotto Romagnolo）、略称ラゴット（伊: Lagotto）。
ポー川沿いのラヴェンナの湿地帯やコマッキオの低地に起源を持つ。イタリア語名はロマーニャ語で「ウォータードッグ」を意味する"Can Lagòt"に由来する。
優れた嗅覚を持つことからトリュフ採取犬としても有名で、英語ではトリュフ・ドッグ（英: Truffle Dog）とも呼ばれる。

## 歴史

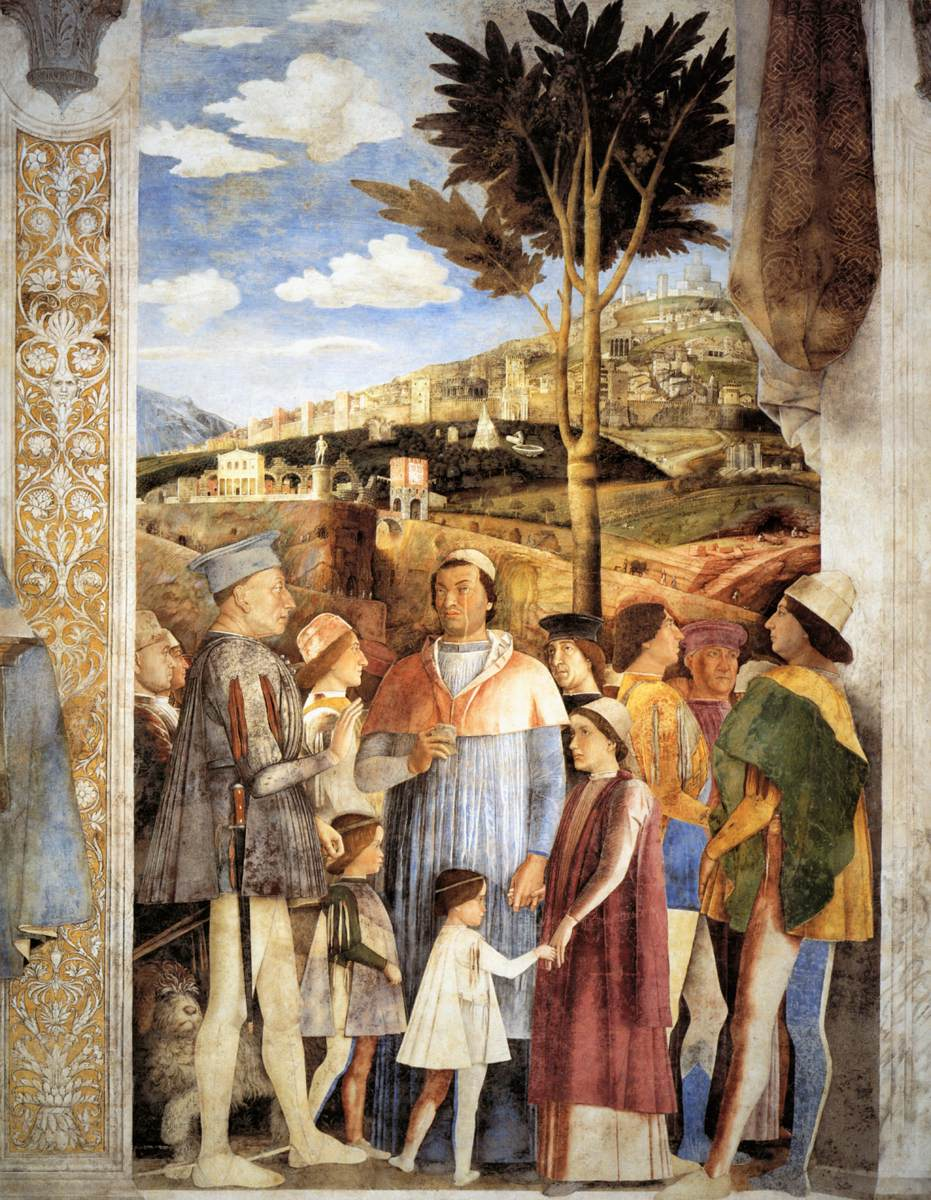
The Meeting by アンドレア・マンテーニャ circa 1474

16世紀頃に作出された犬種で、もともとはウォーター・ドッグとして主人が撃ち落とした鳥を水上まで泳いでいって回収する仕事を担っていたが、仕事場であった湿地帯が耕作地になって消えてしまうとその仕事を失ってしまい、絶滅の危機に陥った。
しかし、もともと穴掘りが大好きであり、嗅覚が優れていたためテリアやプードル（ミニチュア）などを交配させて改良を行い、トリュフ狩りに使われるようになり、絶滅の危機を逃れる事が出来た。FCIには1997年の7月に公認され、イタリアなどに犬種クラブも設立された。
現在は、イタリア以外にもスペイン、スウェーデン、ドイツ、オーストリア、オランダ、フランス、イギリス、フィンランド、ノルウェー、ロシア、ポーランド、ハンガリー、ギリシャ、クロアチア、トルコ、スロベニア、リトアニア、セルビア、ウクライナ、ルーマニア、モンテネグロ、チェコ、スロバキア、レバノン、ハンガリー、シンガポール、カナダ、アメリカ、ブラジル、オーストラリア、ニュージーランドなど、世界各地で飼育されている。日本ではまだ登録が少ないが、今後は増える可能性がある。

## 特徴
嗅覚が優れている鼻は、柔らかく茶色やピンク色（硬い黒色ではない）。サイズは小型から中型で、プロポーションが良い。頑丈で強く、室外飼育も可能で病気になりにくい。
毛質は、羊毛のようにカールしており、プードルに似ている。毛が全身を覆い（腹部や耳毛を含む）、抜けにくいため定期的にカットする必要がある。尻尾は長く、尾毛も長い。耳は、垂れ耳で、耳毛があり、外耳炎にかかりやすい。日常的に耳清掃が必要。
毛色は、オフホワイト、茶色の斑点がある白、ロアーノ(伊：Roano)色（馬毛色の粕毛のように、原毛色に白色毛が混毛し体が灰色っぽく見える）茶色が主であり、様々なバリエーションがある。
体高は、雄は43～48cm（理想：46cm）、雌は41〜46cm（理想：43cm）。体重は雄が13～16kg、雌が11～14kg。
性格は忠実で愛情深く、子供に対しても優しい。又、穴を掘ることや、泳ぐ事が大好きである。他の犬とも遊ぶ事も好み、比較的外交的な性格である。

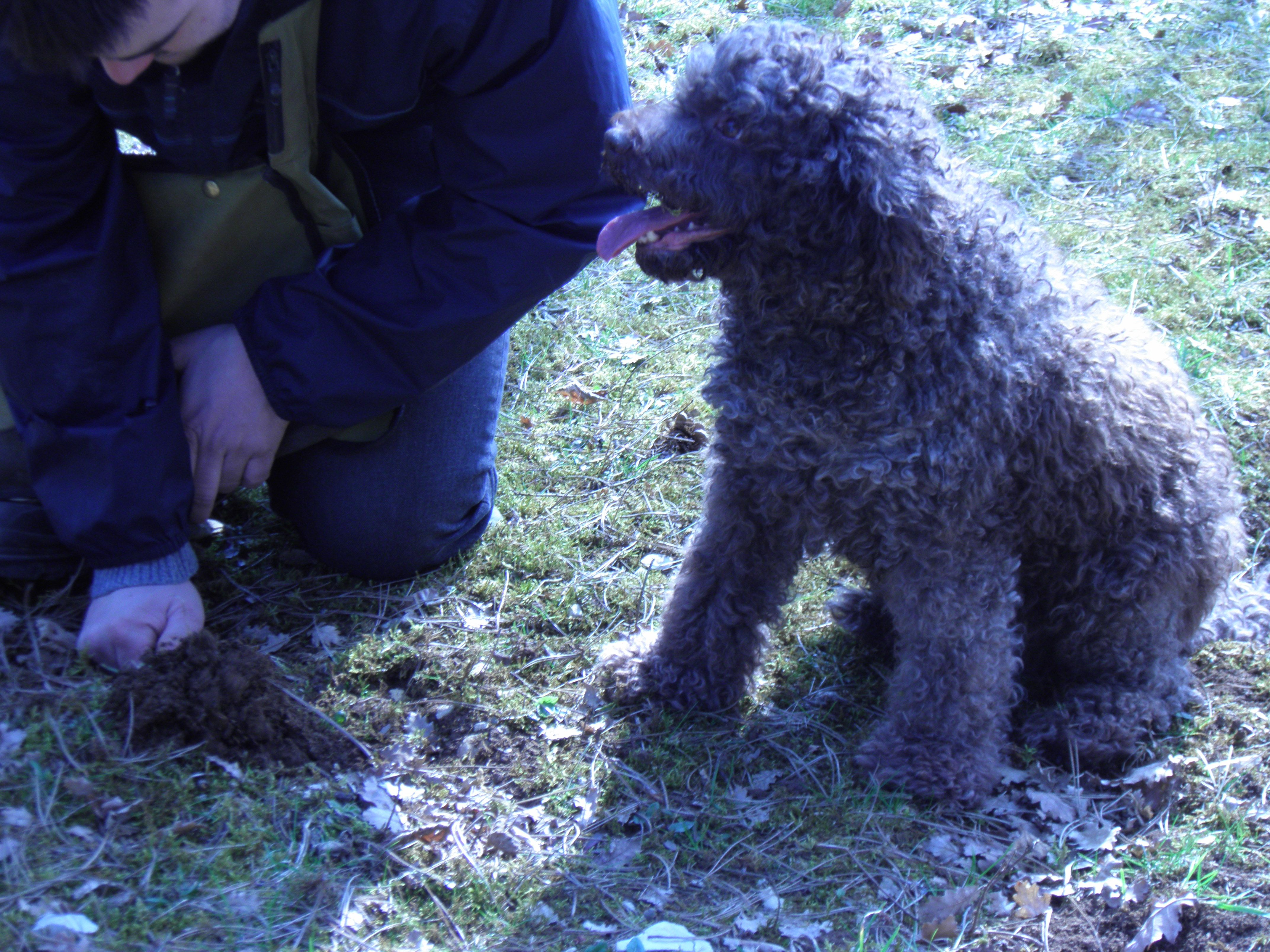
トリュフ狩りの様子
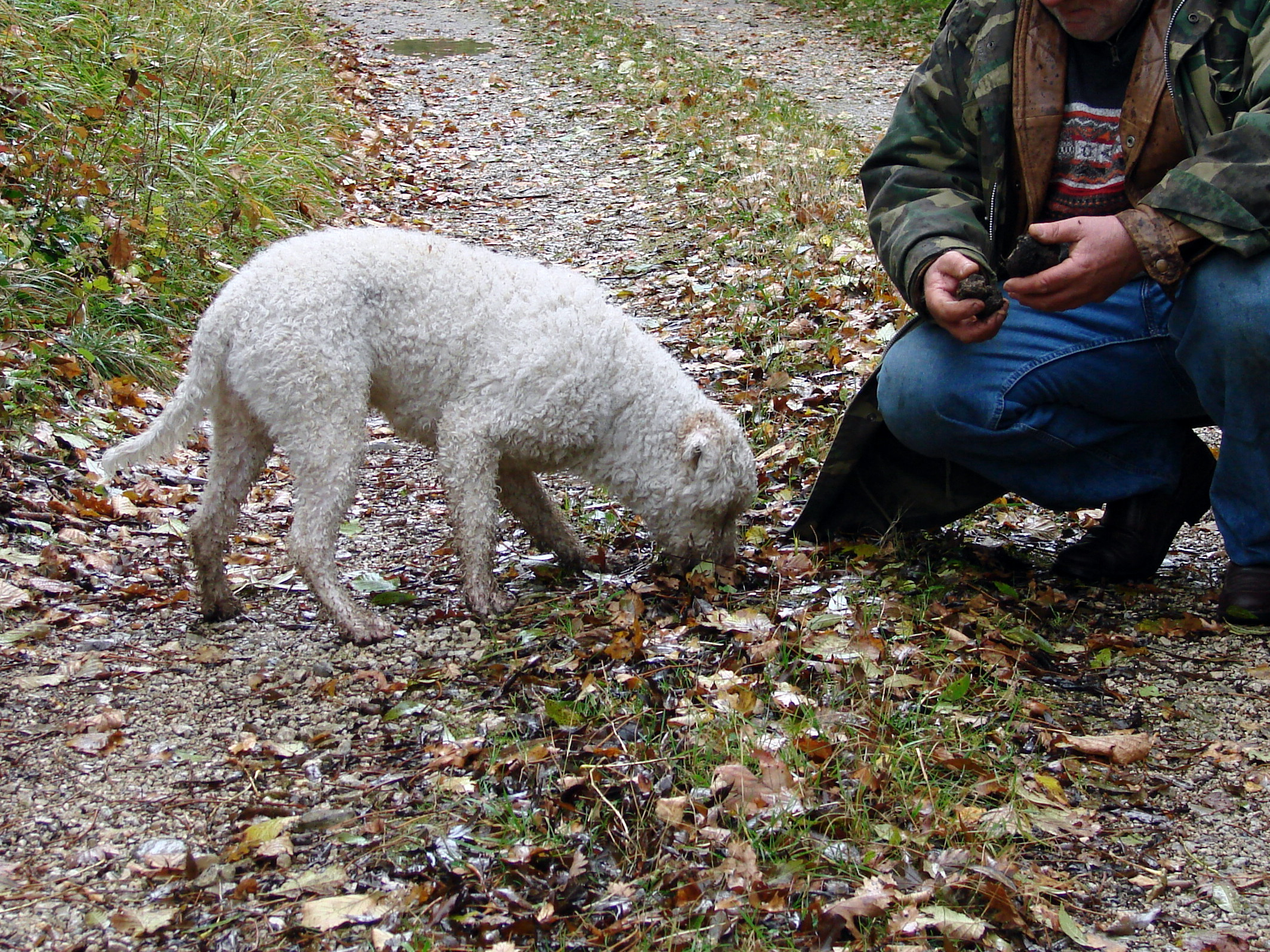
トリュフ発見
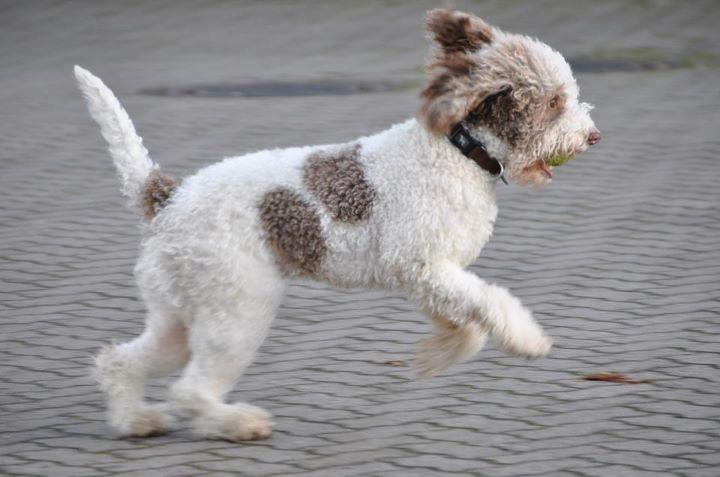
ジャンプ
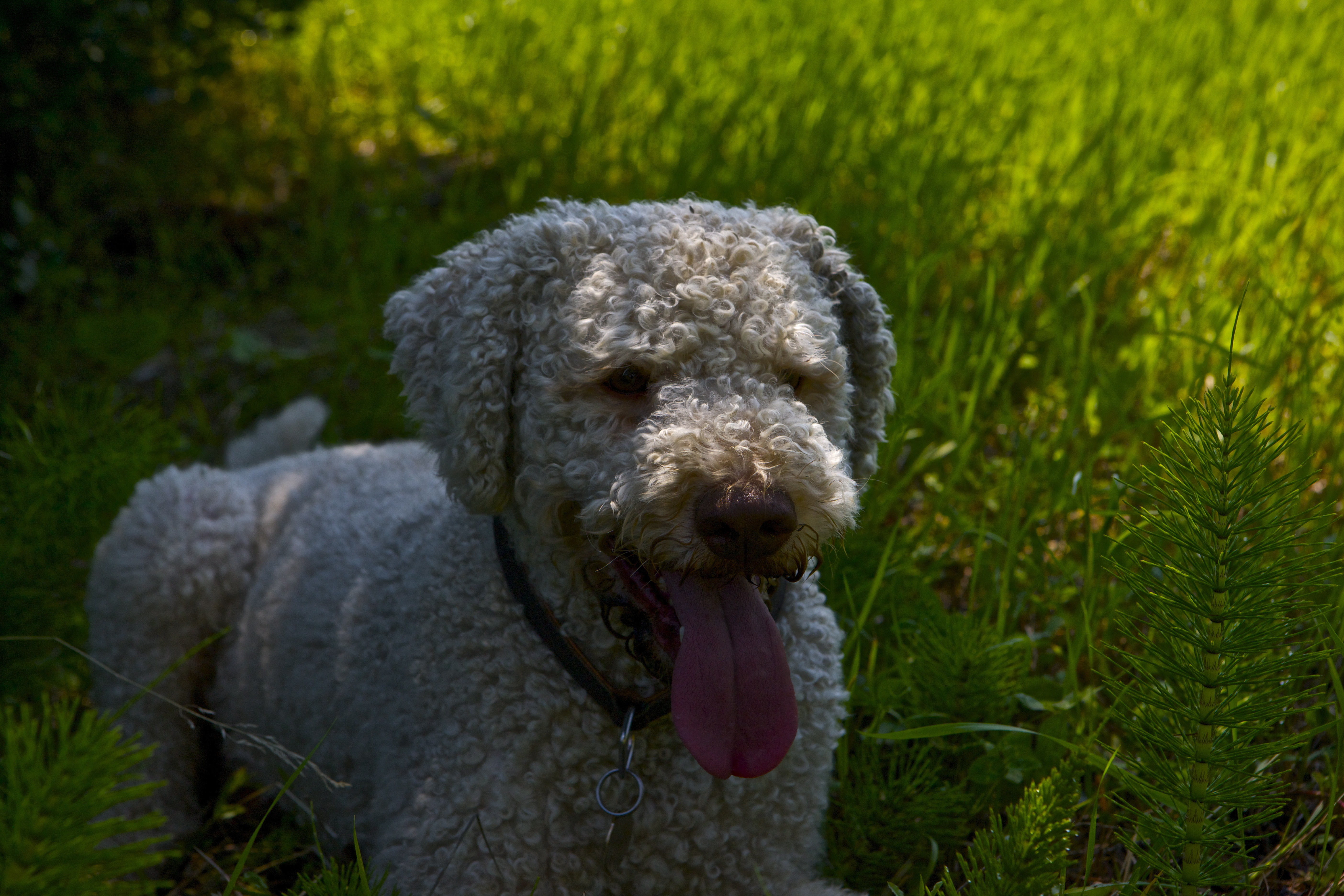
笑顔

## 参考
- 『日本と世界の愛犬図鑑2007』（辰巳出版）佐草一優監修
- 『デズモンド・モリスの犬種事典』（誠文堂新光社）デズモンド・モリス著書、福山英也、大木卓訳 誠文堂新光社、2007年
- 『日本と世界の愛犬図鑑2009』（辰巳出版）藤原尚太郎編･著